# 殷令名
殷 令名（いん れいめい、生年不詳 - 596年?）は、初唐に活躍した能書。本貫は陳郡長平県。

## 概説
曾祖父は南朝陳の光禄大夫の殷不害。祖父は殷英童（殷不害の弟の殷不占の猶子）。父は殷聞礼。従伯父は殷嶠。欧陽詢や虞世南と同じ初唐の貞観年間に活躍した能書とされている。殷令名の子の殷仲容も高宗時期から武周にかけて能書として知られる。殷氏は名家で顔家と姻戚になり、殷令名の姉は欧陽詢の夫人と伝えられている。
殷令名の書跡としては、楷書体の『裴鏡民碑』（はいきょうみんひ）のみが残存する。楊守敬と康有為はこの書を非常に高く評価しており、「欧陽詢と虞世南の優れたところを兼ね備えている。」（『平碑記』）、「清豊端美・血肉豊澤」（『広芸舟双楫』）などと評している。しかし、ひとり翁方綱は、「その書は欧虞に具体せるも、風韻に於いては及ばず。」（『復初斎集』）と評している。

## 裴鏡民碑
正式には『益州刺史裴鏡民碑』という。建碑は貞観11年（637年）。裴鏡民は北周の裴漢の子。『隋書』に裴鏡民の名を見ないが、碑文によると、字は君倩で、初めは北周、ついで隋に仕え、晩年、西南道行台兵部侍郎・益州総管府司馬となった。開皇16年（596年）、西南夷の追討に総司令官として向かったとき、陣没したといわれている。没後42年目に聞喜県に在った裴氏の祠堂に建てられたのがこの碑である。
撰文は李百薬で、書は字画精妙で欧陽詢・虞世南に劣らず、やや虞世南に近い楷書である。字大は、3cm弱。